# 碗泉乡
碗泉乡，是中华人民共和国四川省广元市剑阁县曾经下辖的一个乡。2020年5月，撤销碗泉乡，将其所属行政区域划归开封镇管辖。

## 行政区划
碗泉乡撤销前下辖以下地区：
碗泉村、石靴村、杏垭村、庙湾村、高垭村、大林村、白兔村、大山村和泉水村。